# Municipio de Rogers (Minnesota)
El municipio de Rogers (en inglés: Rogers Township) es un municipio ubicado en el condado de Cass en el estado estadounidense de Minnesota. En el año 2010 tenía una población de 63 habitantes y una densidad poblacional de 0,67 personas por km².

## Geografía
El municipio de Rogers se encuentra ubicado en las coordenadas 47°5′49″N 94°5′46″O / 47.09694, -94.09611. Según la Oficina del Censo de los Estados Unidos, el municipio tiene una superficie total de 93.9 km², de la cual 80,86 km² corresponden a tierra firme y (13,88 %) 13,04 km² es agua.

## Demografía
Según el censo de 2010, había 63 personas residiendo en el municipio de Rogers. La densidad de población era de 0,67 hab./km². De los 63 habitantes, el municipio de Rogers estaba compuesto por el 96,83 % blancos, el 1,59 % eran amerindios y el 1,59 % eran de una mezcla de razas. Del total de la población el 1,59 % eran hispanos o latinos de cualquier raza.